# Daniela Bailer-Jones
Daniela Bailer-Jones (* 8. Januar 1969; † 13. November 2006) war eine deutsche Philosophin und Hochschullehrerin. Sie hat sich als eine der ersten Forscherinnen in der Philosophie mit der besonderen Rolle von Modellen in der Wissenschaft befasst. Ihre Arbeitsschwerpunkte lagen in der Philosophie der Naturwissenschaften, der Geschichte der Wissenschaftsphilosophie und der Philosophie der Kognition.

## Akademischer Werdegang
Daniela Bailer-Jones studierte von 1988 bis 1997 Philosophie und Physik an der Albert-Ludwigs-Universität Freiburg, der University of Oxford und der University of Cambridge. Ihren Masterabschluss in Physik erwarb sie 1993 in Cambridge, wo sie 1994 auch in der Philosophie der Naturwissenschaften promoviert wurde. Von 1998 bis 2000 arbeitete sie als Wissenschaftliche Angestellte in der Philosophie an der Universität Paderborn, von 2000 bis 2001 an der Rheinischen Friedrich-Wilhelms-Universität Bonn. Von 2001 bis 2003 war sie Stipendiatin in der Phase I des Emmy Noether-Programms der Deutschen Forschungsgemeinschaft. Das Jahr 2003 verbrachte sie als Fellow am Center for Philosophy of Science, University of Pittsburgh. Von dort ging sie 2004 als Wissenschaftliche Angestellte an die Universität Bonn zurück, wo sie im selben Jahr habilitierte. Im Jahr 2005 wechselte sie als Leiterin einer Nachwuchsforschungsgruppe „Kausalität, Kognition und die Konstitution naturwissenschaftlicher Phänomene“ im Emmy Noether-Programm der DFG an die Ruprecht-Karls-Universität Heidelberg.

## Arbeitsschwerpunkte

### Modelle in der Wissenschaft
Wissenschaften greifen für ihre Erklärungen regelmäßig auf Modelle zurück, die aber lange Zeit, insbesondere im Gefolge des logischen Empirismus lediglich als „poor man's theory“, also ein Übergangsstadium zu Theorien, verstanden wurden. Daniela Bailer-Jones arbeitete die philosophische Geschichte des Nachdenkens über Modelle auf und beschäftigte sich mit ihrer Relevanz für Erkenntnis. In ihrem 2009 erstmals veröffentlichten Buch „Scientific models in philosophy of science“ wies sie nicht nur nach, wie verbreitet Modelle im wissenschaftlichen Denken sind, sondern systematisierte deren Formen (Gleichungen, physische Objekte, Lebewesen, theoretische Konstrukte) und Verwendung. Insbesondere zeigte sie, dass Analogien oder Metaphern ein wesentliches Element der Funktion von Modellen sind.
Das Buch endet mit einem Konzept, das für die empirischen Wissenschaften die Konzepte Theorie, Modell, Phänomen und Daten neu definiert und in eine klare Beziehung bringt: Basierend auf der Definition von Modellen als „eine interpretative Beschreibung eines Phänomens, die den Zugang zu diesem Phänomen erleichtert“ zeigt Bailer-Jones, dass Modelle notwendig sind, um abstrakte Theorien auf konkrete Phänomene („things happening“) anzuwenden, da sie abstrakten logischen Beschränkungen einer Theorie und konkreten empirischen Beschränkungen eines Phänomens Genüge tun und zwischen diesen vermitteln. Modelle passen Theorien so an, dass diese auf einige der konkreten Eigenschaften der Phänomene anwendbar werden. Theoretische Modelle formalisieren die Situation, in der die Daten beobachtet werden. Datenmodelle sind notwendig, um mit der Unsicherheit umzugehen, die sich aus der Datenerhebung ergibt.

### Kausalität, Kognition und die Konstitution naturwissenschaftlicher Phänomene
Dieses wissenschaftsphilosophische Projekt wurde über eine Emmy Noether-Nachwuchsgruppe gefördert. Ziel war eine Analyse des Begriffs der Repräsentation im Kontext von Modellen in den Naturwissenschaften. Bailer-Jones' Grundidee war, dass menschliche Kognition bestimmt, wie in den Naturwissenschaften Phänomene modelliert werden. Dazu sollten Fallstudien mit der Beschreibung von Modellen und kognitionswissenschaftlichen Analysen der Vorgehensweisen von Naturwissenschaftlern kombiniert werden.

## Veröffentlichungen (Auswahl)
- Bailer-Jones, D. M. (2009), Scientific Models in Philosophy of Science, Pittsburgh: University of Pittsburgh Press.
- Bailer-Jones, D. M. und Friebe, C. (2009), Thomas Kuhn, Paderborn: Mentis-Verlag.
- Bailer-Jones, D. M., Dullstein, M. und Pauen, S. (Hrsg.) (2007), Kausales Denken: Philosophische und psychologische Perspektiven, Paderborn: Mentis-Verlag.
- Bailer-Jones, D. M. (2004), Realist-Sein mit Blick auf naturwissenschaftliche Modelle, in C. Halbig und C. Suhm (Hrsg.), Was ist wirklich? Neuere Beiträge zu philosophischen Realismusdebatten, Frankfurt/Main: ontos-Verlag, S. 201–221.
- Bailer-Jones, D. M. (2003), When scientific models represent, International Studies in the Philosophy of Science 17, S. 59–74.
- Bailer-Jones, D. M. (2002), Scientists' thoughts on scientific models, Perspectives on Science 10, S. 275–301.
- Bailer-Jones, D. M., und Bailer-Jones, C. A. L. (2002), Modelling data: Analogies in neural networks, simulated annealing and genetic algorithms, in: L. Magnani und N. Nersessian (Hrsg.), Model-Based Reasoning: Scientific Discovery, Technology, Values, New York: Plenum Publishers, S. 147–165.
- Bailer-Jones, D. M. (2002), Models, Metaphors, and Analogies, in: P. Machamer und S. Silberstein, Guide to the Philosophy of Science, Oxford: Blackwell, S. 108–127.
- Bailer-Jones, D. M. (2002), Repräsentieren und Wissen – einige Unterscheidungen, in: W. Hogrebe (Hrsg.), Grenzen und Grenzüberschreitungen, Bonn: Sinclair Press, S. 501–509.
- Bailer-Jones, D. M. (2002), Sketches as Mental Reifications of Theoretical Scientific Treatment, in M. Anderson, B. Meyer and P. Olivier (Hrsg.), Diagrammatic Representation and Reasoning, London: Springer-Verlag, S. 65–83.
- Bailer-Jones, D. M. (2000), Scientific models as metaphors, in: F. Hallyn (Hrsg.), Metaphor and Analogy in the Sciences, Dordrecht: Kluwer Academic Publishers, S. 181–198.
- Bailer-Jones, D. M. (2000), Modelling extended extragalactic radio sources, Studies in History and Philosophy of Modern Physics, 31B, S. 49–74.
- Bailer-Jones, D. M. (1999), Creative strategies employed in modelling: A case study, Foundations of Science, 4, S. 375–388.
- Bailer-Jones, D. M. (1999), Tracing the development of models in the philosophy of science, in: L. Magnani, N. J. Nersessian und P. Thagard (Hrsg.), Model-Based Reasoning in Scientific Discovery, New York: Kluwer Academic/Plenum Publishers, S. 23–40.

## Belege
1. ↑  Link zum Forschungsprojekt an der Universität Pittsburgh. Abgerufen am 9. Juli 2023.
2. ↑  Bericht über das Projekt in der Datenbank GEPRIS der DFG. Abgerufen am 10. Juli 2023.
3. ↑  Alle Angaben zum Lebenslauf nach dieser Webseite der Universität Heidelberg. Abgerufen am 9. Juli 2023.
4. 1 2 3  Bailer-Jones, D. M. (2009), Scientific Models in Philosophy of Science, Pittsburgh: University of Pittsburgh Press. Beide Zitate von S. 1
5. ↑  Daniela Bailer-Jones: Modelling extended extragalactic radio sources. In: Studies in History and Philosophy of Modern Physics. 31B, 2000, S. 49–74.
6. ↑  Beschreibung des Projekts auf der Webseite an der Universität Heidelberg. Abgerufen am 10. Juli 2023.

| Personendaten    | Personendaten                              |
| ---------------- | ------------------------------------------ |
| NAME             | Bailer-Jones, Daniela                      |
| KURZBESCHREIBUNG | deutsche Philosophin und Hochschullehrerin |
| GEBURTSDATUM     | 8. Januar 1969                             |
| STERBEDATUM      | 13. November 2006                          |